# Diecezja Forlì-Bertinoro
Diecezja Forlì-Bertinoro, łac. Dioecesis Foroliviensis-Brittinoriensis – diecezja Kościoła rzymskokatolickiego w północnych Włoszech, w metropolii Ravenna-Cervia, w regionie kościelnym Emilia-Romania.
Diecezja Forlì została erygowana w II wieku. 30 września 1986 została połączona z diecezją Bertinoro (utworzona w 1360).